# Breviceps montanus
Breviceps montanus (tên tiếng Anh: Mountain Rain Frog) là một loài ếch trong họ Nhái bầu. Chúng là loài đặc hữu của Nam Phi.
Các môi trường sống tự nhiên của chúng là thảm cây bụi kiểu Địa Trung Hải và các đồn điền. Loài này đang bị đe dọa do mất môi trường sống.

## Hình ảnh

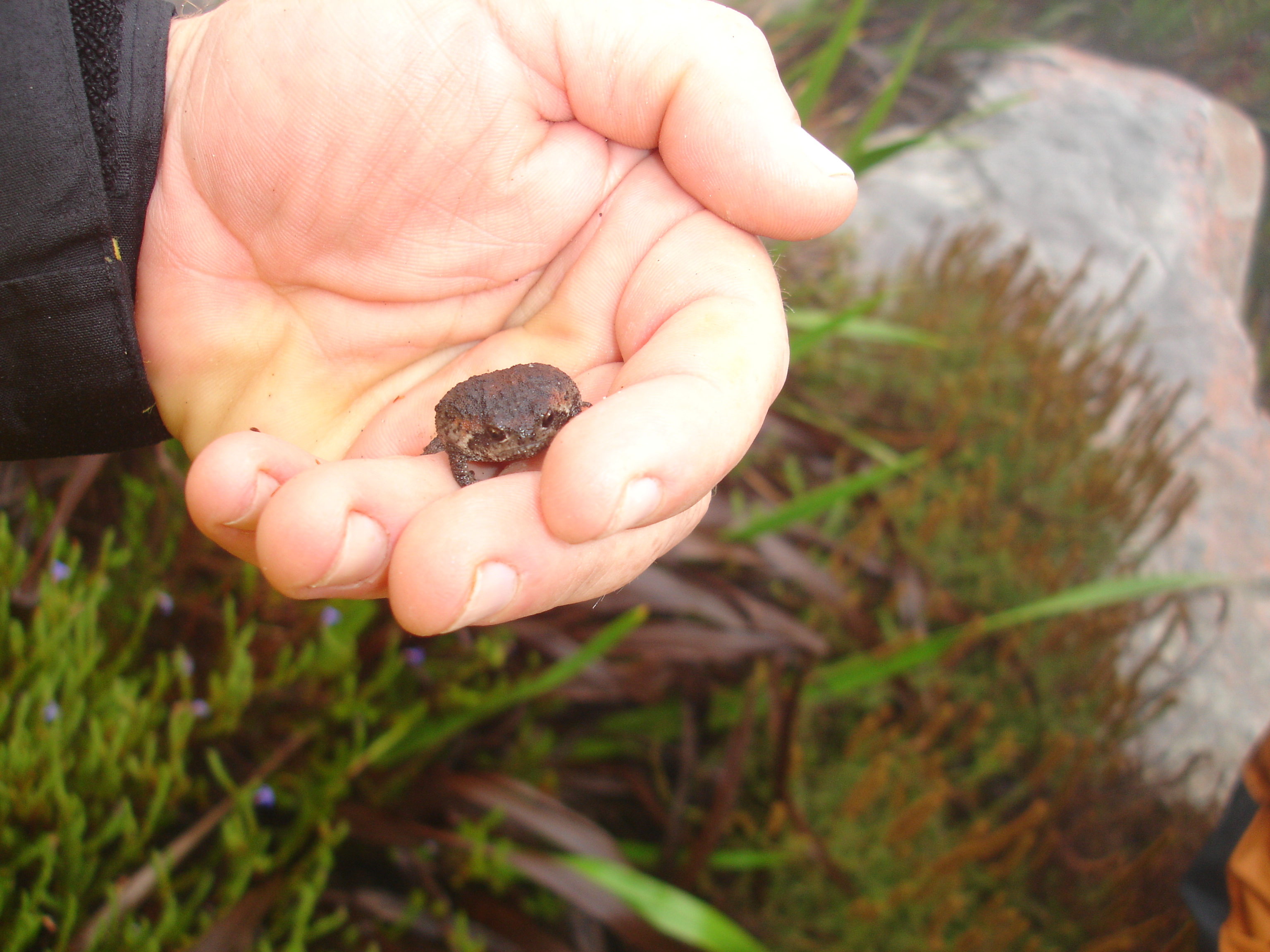